# 29463 Benjaminpeirce
29463 Benjaminpeirce è un asteroide della fascia principale. Scoperto nel 1997, presenta un'orbita caratterizzata da un semiasse maggiore pari a 2,6631352 UA e da un'eccentricità di 0,0592652, inclinata di 14,60952° rispetto all'eclittica.
Dal 30 dicembre 2001 al 28 gennaio 2002, quando 31086 Gehringer ricevette la denominazione ufficiale, è stato l'asteroide denominato con il più alto numero ordinale. Prima della sua denominazione, il primato era di 27758 Michelson.
L'asteroide è dedicato al matematico statunitense Benjamin Peirce.